# Конзак
Конзак (фр. Connezac) насеље је и општина у југозападној Француској у региону Аквитанија, у департману Дордоња која припада префектури Нонрон.
По подацима из 2011. године у општини је живело 79 становника, а густина насељености је износила 13,67 становника/km². Општина се простире на површини од 5,78 km². Налази се на средњој надморској висини од 200 метара (максималној 209 m, а минималној 118 m).

## Демографија
| 1962. | 1968. | 1975. | 1982. | 1990. | 1999. | 2011. |
| ----- | ----- | ----- | ----- | ----- | ----- | ----- |
| 101   | 111   | 103   | 91    | 56    | 82    | 79    |

График промене броја становника у току последњих година